# ما هم انسان هستیم
ما هم انسان هستیم (به هندی: Hum Bhi Insaan Hain) فیلمی محصول سال ۱۹۸۹ و به کارگردانی مانیوانان است. در این فیلم بازیگرانی همچون سانجی دات، جکی شروف، راج بابار، نیلم کوتهاری، جایا پرادا، سونام، قادرخان، آسرانی ایفای نقش کرده‌اند.